# Parco nazionale di Keibul Lamjao
Il parco nazionale di Keibul Lamjao è un parco nazionale nel distretto di Bishnupur, nello stato di Manipur in India. Si estende su una superficie di 40 km² (15,4 mi²) nel nord est dell'India, e comprende parte del lago Loktak.
Il parco nazionale è caratterizzato da materiale vegetale decomposto galleggiante, chiamato phumdi. È stato creato nel 1966 come santuario della fauna selvatica per preservare l'habitat naturale del Rucervus eldi eldi, sottospecie in via di estinzione del cervo di Eld. Nel 1977 è stato dichiarato parco nazionale.

## Storia
Il tameng del Manipur, scoperto per la prima volta a Manipur nel 1839 e chiamato Rucervus eldi eldi nel 1842, venne segnalato come specie estinta nel 1951. Venne riscoperto dall'ambientalista e fotografo Edward Pritchard Gee, e il governo indiano decise che fosse necessario dichiarare questa zona del parco di riserva come un parco nazionale per proteggere e conservare i cervi, ormai classificati sottospecie del cervo di Eld (Recervus Eldi Eldi) o Sangai in lingua manipuri. Da un piccolo branco di 14 cervi nel 1975, la sua popolazione era di 155 nel 1995 e secondo l'ultimo censimento della fauna selvatica condotto a marzo, aprile 2016 il suo numero è salito a 260.

## Geografia e topografia
Il parco si estende su una palude con una massa galleggiante di vegetazione creata dall'accumulo di rifiuti organici e biomassa, con particelle di suolo addensatesi in una forma solida chiamata phumdi, sul lato sudorientale del lago Loktak. Da due terzi a tre quarti dell'area totale del parco sono formati da phumdi.
L'area del parco che era di 4 000 ha (9 884,2 acri) nel marzo 1997, ed è stata ridotta a 2 160 ha (5 337,5 acri) nell'aprile 1998, sotto la pressione degli abitanti del villaggio locale. La palude comprende tre colline, Pabot, Toya e Chingjao, che forniscono un rifugio per i grandi mammiferi durante la stagione dei monsoni. La caratteristica distintiva del parco è che è «troppo profondo per essere una palude, troppo poco profondo per essere un lago». Circa un quinto del phumdi galleggia in superficie e riesce a sostenere il peso di grandi mammiferi.

### Diritti di proprietà
Mentre l'area alla periferia del parco è di proprietà privata, il parco stesso è prevalentemente di proprietà dello Stato e le aree rimanenti sono divisi fra i gruppi tribali dei Thang, Brel e Maril, che sostengono i diritti di proprietà.

## Caratteristiche idrologiche
La caratteristica idro-meteorologica dell'area è caratterizzata dal predominio del monsone tropicale indiano con una piovosità media annua di 1 183 mm (46,6 in) con luglio e agosto come i mesi più piovosi e febbraio e marzo come i più secchi.
La dimensione del parco varia con le stagioni, in base alla presenza o meno della quantità di phumdi; la profondità dei phumdi varia da 1 ft (0,3 m) a 4 ft (1,2 m) e durante questo periodo gli animali del parco si spostano in zone collinari più elevate.

## Flora e fauna

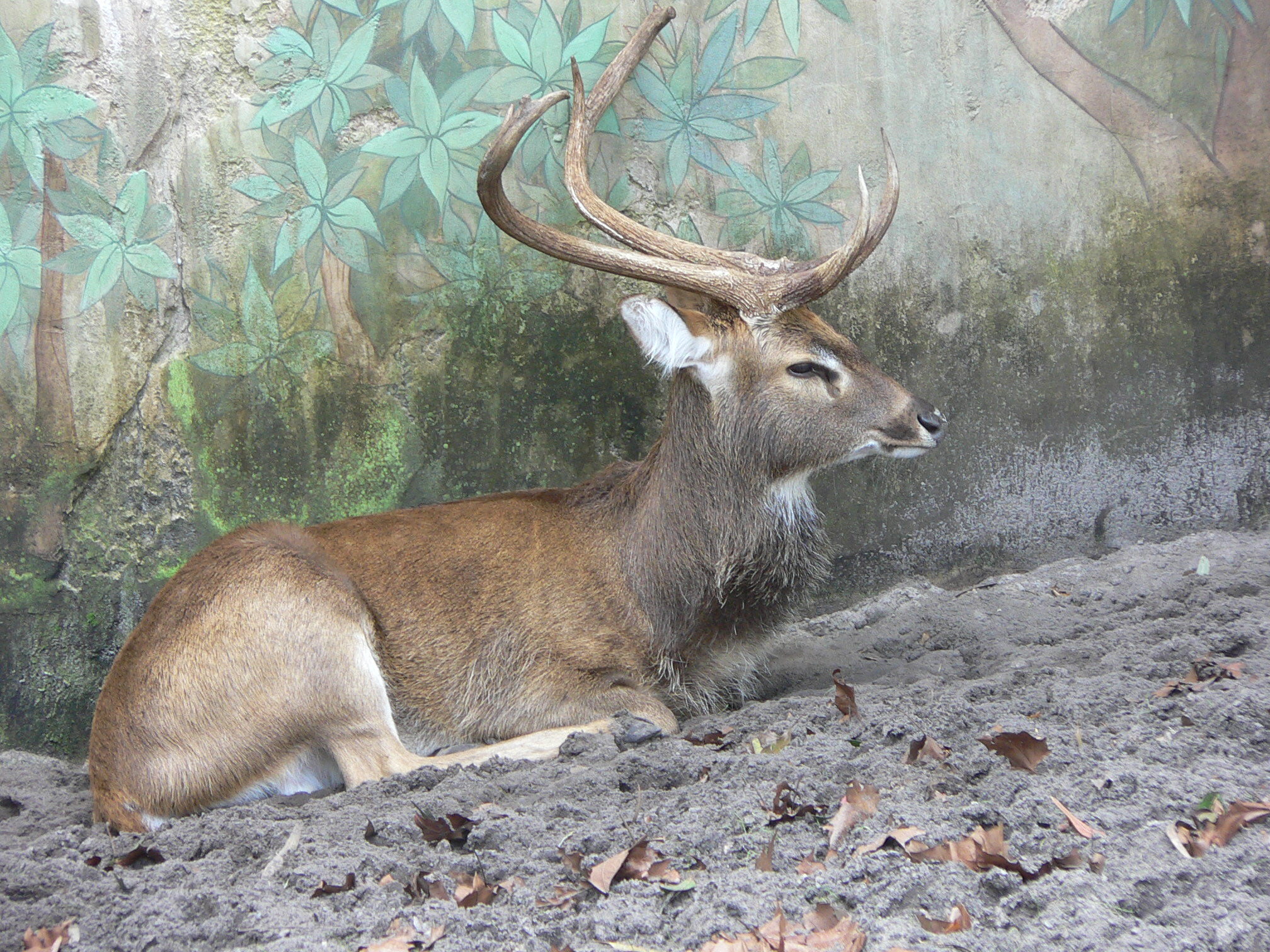
Un sangai (Recervus eldi eldi)

Il parco, composto principalmente da foreste semisempreverdi umide, ha un ricco amalgama di ecosistema acquatico, delle zone umide e terrestre. La struttura erbosa del parco è suddivisa in tre zone.

### Flora acquatica
La flora acquatica registrata nel parco comprende Zizania latifolia (riso selvatico), Tripidium bengalense, Eiranthus procerus, Dioscorea bulbifera, Cynodon dactylon, Alpinia galanga, Eichhornia crassipes, Hedychium coronarium, Nelumbo nucifera e Phragmites karka.

### Fauna

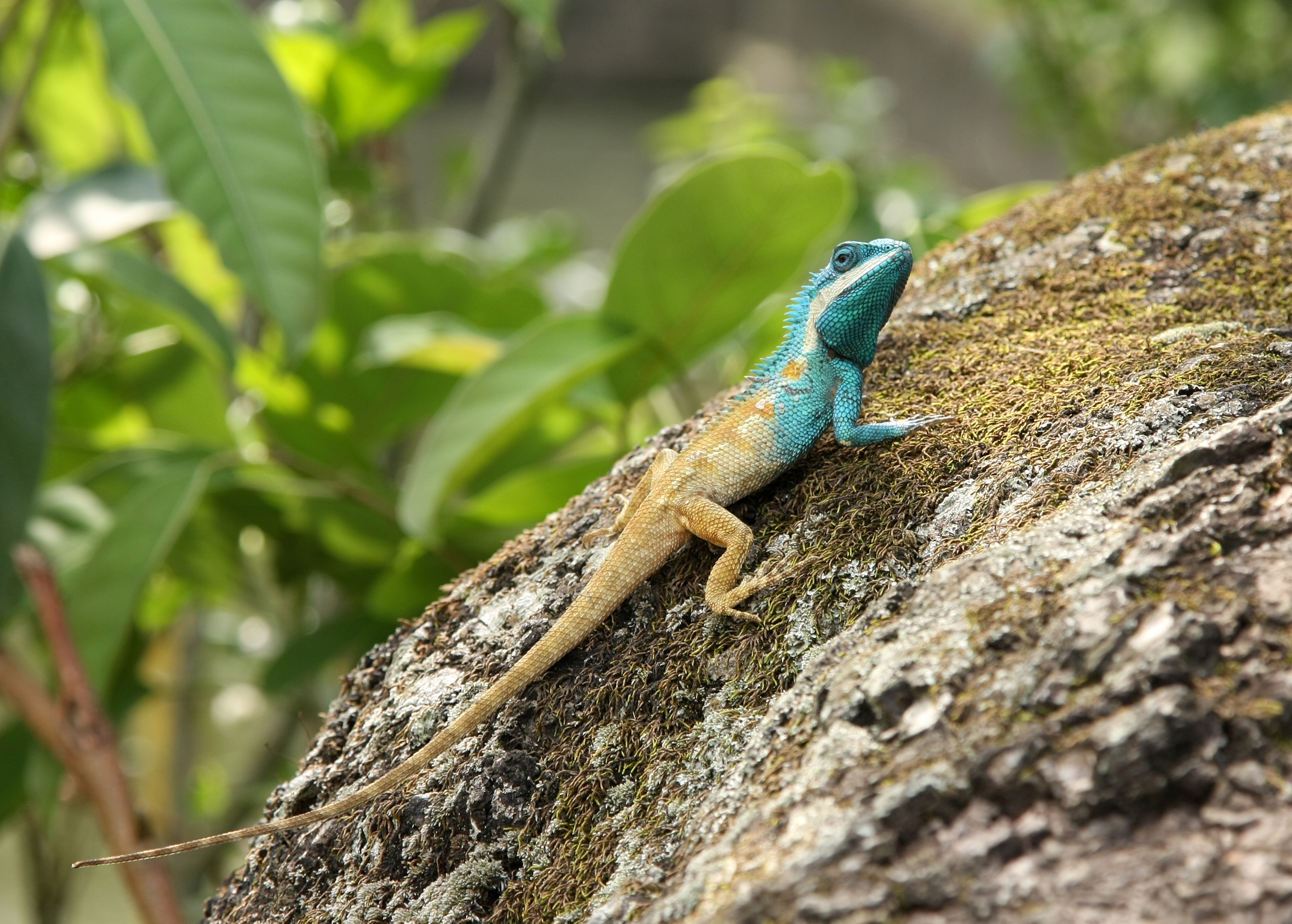
Una lucertola dalla cresta blu (Calotes mystaceus)

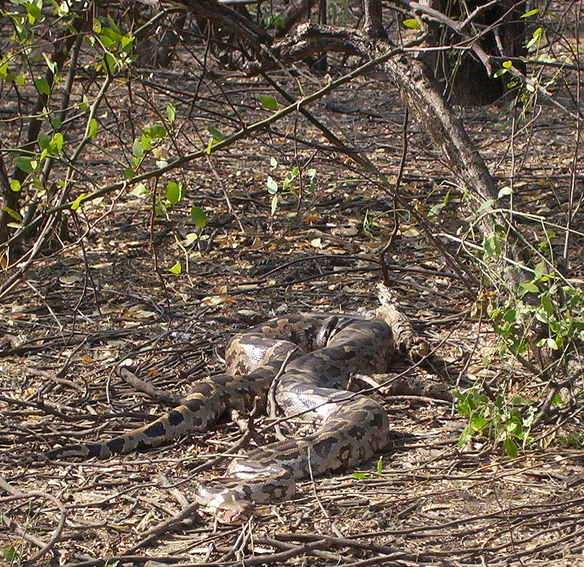
Pitone delle rocce indiano (Python molurus molurus) sotto un albero

Oltre al Recervus eldi eldi altre specie faunistiche presenti nel parco sono sia grossi mammiferi (come cervo porcino (Axis porcinus), cinghiale (Sus scrofa)) che mammiferi di piccola taglia, tra cui la civetta dalle grandi macchie di Malabar (Viverra civetta), la lontra comune (Lutra lutra), il gatto della giungla (Felis chaus), il gatto di Temminck (Catopuma temminckii), il topo del bambù, il toporagno muschiato, il toporagno comune, la volpe volante e il sambar indiano (Cervus unicolor)). Anfibi e rettili presenti includono la tartaruga dalla chiglia posteriore, la vipera, il krait, il cobra, il cobra d'acqua, il krait a bande, Orthriophis taeniurus, il pitone, la vipera di Russel (Daboia russelii), il serpente giarrettiera a scacchi e la lucertola comune (Zootoca vivipara).

#### Avifauna
Le specie di uccelli di spicco registrate nel parco sono sia migratorie che residenti.

## Minacce
Il parco è costantemente minacciato dalle frequenti inondazioni che variano lo spessore del phumdi; la causa principale delle inondazioni è stata trovata nella costruzione nel 1983 della diga di Ithai, dove viene mantenuto un alto livello di acqua tra 768 m (2 519,7 ft) e 768,5 m (2 521,3 ft) da ottobre a marzo (i mesi secchi dell'anno). Ciò ha disturbato il ciclo naturale di galleggiamento e affondamento dei phumdis; il mantenimento dell'alto livello dell'acqua nel lago ha interrotto questo ciclo annuale e i phumdi rimangono galleggianti per tutto l'anno, anche durante la stagione secca. Prima della costruzione della diga, i phumdi galleggiavano durante le inondazioni dovute al riflusso del fiume Khordak e allo scarico di altri corsi d'acqua; una volta ritirati, i fiumi depositavano sostanze minerali e nutrienti sul letto del lago durante la stagione secca. La costruzione della diga, ha interrotto il deposito di queste sostanze, aggravando lo stato di mantenimento dei phumdi; questo potrebbe portare i phumdi a non essere più in grado di sostenere il peso degli animali del parco.
La creazione della diga ha portato anche alla creazione di un nuovo ecosistema completamente costituito da acqua, che è andato a coprire un terzo dell'area del parco.

### Misure di conservazione
Le misure di conservazione suggerite riguardano lo sviluppo e l'attuazione di un piano di gestione che dia priorità alla conservazione a lungo termine, al monitoraggio delle condizioni dell'habitat e all'adozione di misure correttive tempestive imponendo una rigorosa protezione delle aree centrali, in particolare con riferimento al livello dell'acqua dovuto alla diga di Ithai.

## Film
- The Return of Sangai (in manipuri: Sangai Hallakpa) è un documentario sul Parco nazionale Keibul Lamjao e il sangai,[8] realizzato dal dipartimento forestale Manipur.[8]